# Saint-Donan
Saint-Donan är en kommun i departementet Côtes-d'Armor i regionen Bretagne i nordvästra Frankrike. Kommunen ligger i kantonen Ploufragan som tillhör arrondissementet Saint-Brieuc. År 2022 hade Saint-Donan 1 467 invånare.

## Befolkningsutveckling
Antalet invånare i kommunen Saint-Donan
Referens:INSEE